# Marotiri
Marotiri – grupa czterech najbardziej wysuniętych na południowy wschód wysepek archipelagu Tubuai w Polinezji Francuskiej. Wyspy znane są również pod nazwami Cuatro-Coronados i Îlots de Bass. Administracyjnie Marotiri należy do gminy Rapa.

## Charakterystyka fizycznogeograficzna

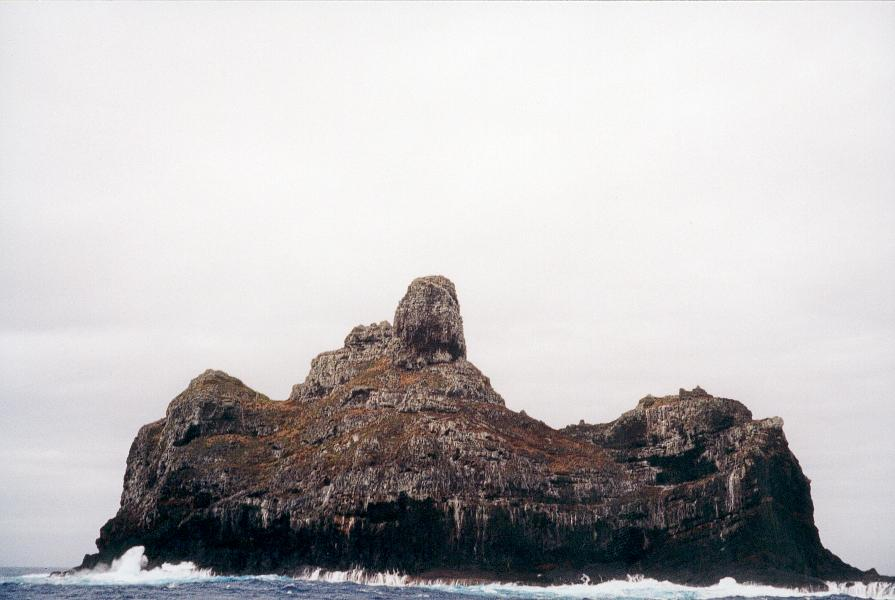
Îlot Sud

Najbliżej położoną od Marotiri wyspą jest Rapa, oddalona o 90 km na północny zachód. Grupa oddalona jest o 340 km od plamy gorąca Macdonald. Wyspy są wierzchołkami platformy o średnicy około 5 km. Odległość między wyspami wynosi od 1,5 do 3 km. Łączna powierzchnia Marotiri wynosi 4,31 ha, w tym:
- îlot nord: 0,58 ha,
- îlot central: 0,18 ha,
- îlot sud: 2,24 ha,
- îlot ouest: 1,31 ha.

Na Marotiri panuje klimat umiarkowany wilgotny. Wyspy są prawie pozbawione roślinności, głównie za sprawą skalistych, stromych brzegów, stanowią jednak miejsce gniazdowania morskich ptaków, głównie z rodziny faetonów.